# Miasto ruin
Miasto ruin – polski krótkometrażowy film animowany z 2010 w reżyserii Damiana Nenowa w 3ds max; przedstawia zburzoną i wyludnioną Warszawę z perspektywy lotu wiosną 1945. Obraz był reklamowany w mediach jako pierwsza na świecie cyfrowa rekonstrukcja zniszczonego miasta.
Od 1 sierpnia 2010 projekcja filmu jest stałym elementem ekspozycji w Muzeum Powstania Warszawskiego.